# Megaselia intergeriva
Megaselia intergeriva är en tvåvingeart som beskrevs av Schmitz 1948. Megaselia intergeriva ingår i släktet Megaselia och familjen puckelflugor. Inga underarter finns listade i Catalogue of Life.